# Хронологија инвазије Русије на Украјину
Инвазија Русије на Украјину почела је 24. фебруара 2022, око 5 сати ујутро по кијевском времену, широком војном инвазијом снага Руске Федерације на Украјину из правца Русије, Белорусије и Крима.  Војске су кренуле у офанзиву на четири главна правца – са севера према Кијеву, са североистока према Харкову, са југоистока од Донбаса и са југа од Крима. Сукоб између Руске Федерације и Украјине почео је 2014. године после Евромајдана, након чега је уследило руско анектирање Крима и сукоби на подручју Донбаса. У Руској Федерацији и Белорусији се овај конфликт често назива као „специјална војна операција на територији Украјине, Доњецке Народне Републике и Луганске Народне Републике,  док је у појединим државама позната и као „ратна агресија”.

## Хронологија
| 2022. година | 2023. година | 2024. година | 2025. година |
| ------------ | ------------ | ------------ | ------------ |
| —            | јануар       | јануар       | јануар       |
| фебруар      | фебруар      | фебруар      | фебруар      |
| март         | март         | март         | март         |
| април        | април        | април        | април        |
| мај          | мај          | мај          | мај          |
| јун          | јун          | јун          | јун          |
| јул          | јул          | јул          | јул          |
| август       | август       | август       | август       |
| септембар    | септембар    | септембар    | септембар    |
| октобар      | октобар      | октобар      | октобар      |
| новембар     | новембар     | новембар     | новембар     |
| децембар     | децембар     | децембар     | децембар     |